# Dương vật người
Dương vật người (Tiếng Anh: penis), hay trong khẩu ngữ thường được gọi là cu, chim, cậu bé, cậu nhỏ, của quý, hay gọi thông tục là buồi, cặc, là cơ quan sinh dục ngoài của nam giới. Dương vật là cơ quan sinh sản, sinh dục thực hiện chức năng duy trì nòi giống cũng như chức năng tiểu tiện, bao gồm những phần chính là gốc, thân, và biểu mô dương vật (gồm da thân dương vật và da bao quy đầu, là phần có vai trò bảo vệ để quy đầu của dương vật không bị tổn thương). Phần thân của dương vật được tạo bởi ba ống mô hình trụ: hai ống thể hang ở trên (corpus spongiosum) và một ống thể xốp ở dưới (corpus spongiosum) nằm giữa dưới hai ống kia. Ống dẫn nước tiểu của nam giới đi qua nhiếp hộ tuyến (tuyến tiền liệt), nơi có ống dẫn tinh nối tới, và đi qua dương vật. Ống dẫn nước tiểu đi qua ống mô mặt dưới (ống thể xốp) tới chỗ thoát ra ngoài gọi là lỗ ngoài niệu đạo nằm ở đỉnh quy đầu. Nó là nơi thoát ra của cả nước tiểu và tinh dịch phóng ra.
Dương vật tương đồng với âm vật. Cương cứng là lúc dương vật tăng kích thước, trở nên cứng và dựng lên khi bị kích thích tình dục, mặc dù điều này cũng có thể xảy ra trong những trường hợp không có liên quan tới tình dục. Mặc dù có sự khác biệt giữa những nghiên cứu khoa học khác nhau, có sự đồng thuận rằng chiều dài trung bình của dương vật người khi cương cứng xấp xỉ 12,9–15 cm (5.1–5.9 in) và có 95% nam giới ở độ tuổi trưởng thành có chiều dài này nằm trong khoảng 10,7–19,1 cm (4.2–7.5 in). Độ tuổi của đối tượng hoặc kích thước khi chưa cương cứng đều không thể nói lên thông tin về chiều dài dương vật khi cương cứng.
Dạng thay đổi phổ biến nhất ở một cơ quan sinh dục là cắt bao quy đầu, cắt bỏ một phần hoặc toàn bộ phần da bao quy đầu vì lý do văn hóa, tôn giáo hoặc y khoa. Có sự tranh luận xung quanh việc cắt da bao quy đầu.

## Cấu tạo bên ngoài

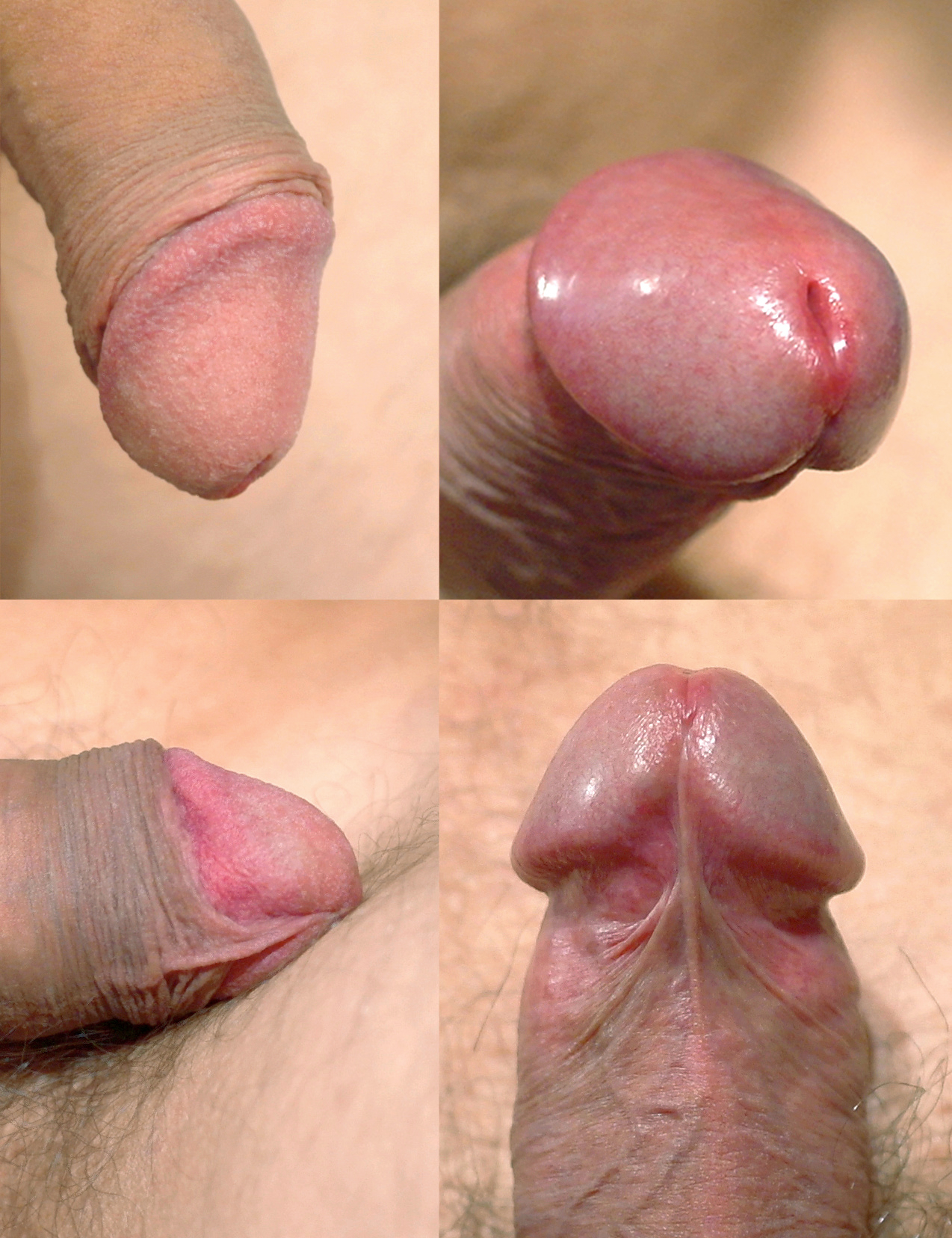
Dương vật trước lúc cương cứng (trái) và trong lúc cương cứng (phải)

Dương vật được cấu tạo giống như một đường ống hình trụ xốp và mềm, gắn liền với bụng dưới, treo ngay dưới xương mu (symphysis pubis). Dương vật có phần gốc, phần thân và phần đầu: gốc dương vật nằm ở đáy xương chậu và dính vào xương mu bởi dây chằng treo dương vật (ligamentum suspensorium penis). Gốc của dương vật có hai phần chính là trụ của dương vật và hành của vật xốp. Phần thân dương vật giống như một đường ống và có thể cương cứng được. Phần đầu là phần đỉnh chóp và hơi lớn hơn phần thân. Phần đầu dương vật được gọi là quy đầu (glans penii), rất nhạy cảm và cũng có thể cương cứng được.

### Quy đầu và bao quy đầu
Quy đầu là một phần của đầu thể xốp (corpus spongiosum) được nở rộng và có hình nón cụt. Mặt dưới của qui đầu cũng nằm dựa vào phần đỉnh tròn của 2 thể hang (corpora cavernosa penis) của phần thân dương vật. Ở đỉnh của qui đầu là một lỗ rãnh hẹp gọi là lỗ tiểu hay lỗ niệu đạo (orificium urethræ externum), tinh dịch cũng được phóng ra ngoài qua lỗ này). Trong khi dương vật cương, lối thoát của nước tiểu bị đóng lại và một chất dịch được tiết ra từ 2 tuyến nhỏ đặc biệt (tuyến hành - niệu đạo) được xối vào niệu đạo để dọn sạch dấu vết nước tiểu còn đọng lại trước khi phóng tinh. Vành nở ra ngoài phần đáy của qui đầu gọi là vành qui đầu (corona glandis), lớp vành ngoài này phủ lấy một đường rãnh tròn gọi là rãnh qui đầu (the coronal sulcus), dưới rãnh này là cổ dương vật.
Nam giới độ tuổi 20-30 tuổi thường xuất hiện ở vùng rãnh quy đầu những hạt nhỏ li ti đồng dạng, xếp thành 2 hoặc 3 hàng chạy xung quanh rãnh quy đầu, không gây ra triệu chứng gì. Chúng được gọi là chuỗi hạt ngọc dương vật ("Hirsuties coronae glandis" hay là "Pearly penile papules"). Chúng hoàn toàn vô hại.
Phần đầu của dương vật được bao bằng một nếp gấp bằng da nhỏ và mỏng, nửa niêm mạc, gọi là bao quy đầu (prepucium). Bao qui đầu có chức năng bảo vệ và duy trì độ ẩm của lớp niêm mạc của qui đầu, thường thì qui đầu được bao bọc toàn phần hay bán phần bởi bao qui đầu. Da bao quy đầu cũng được cho là bao phủ lỗ đổ của tuyến Tyson nằm ở cổ quy đầu, nhưng sự tồn tại của tuyến này ở người vẫn đang được tranh cãi. Qui đầu bị phơi bày hoàn toàn khi da qui đầu bị tuột khỏi nó khi giao hợp do dương vật cương cứng và vươn thẳng, hay do bị cắt bì. Vệ sinh hằng ngày bên trong lớp da qui đầu ngăn ngừa sự tích tụ bựa trắng (smegma). Nếu một người đã trưởng thành mà bao qui đầu không giãn, không lộn ra sau được thì nên đến bệnh viện cắt bao qui đầu để thuận tiện cho việc vệ sinh và phòng ngừa ung thư dương vật. Việc hẹp bao quy đầu có thể ảnh hưởng đến quan hệ tình dục như gây đau hoặc khó khăn cho quan hệ tình dục.

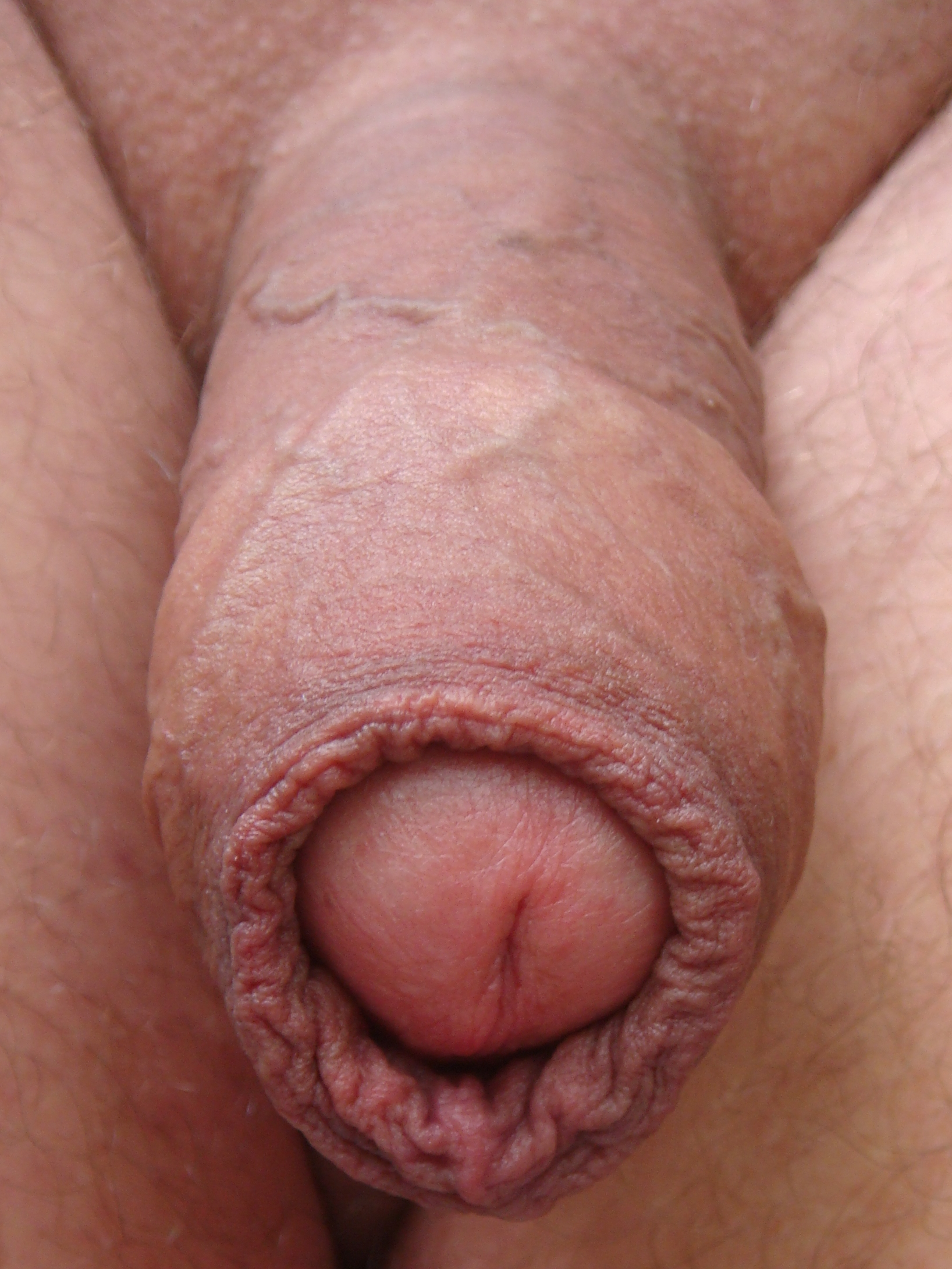
Ảnh dương vật khi chưa cương cứng

### Gốc
Gốc dương vật và một phần của thân dương vật được phủ một lớp lông quăn (xuất hiện ở tuổi dậy thì) để giữ mùi kích thích sinh dục pheromone. Lông có thể mọc dài xuống bìu. Lông dương vật là phần mọc rộng ra của lông mu. Có nhiều người mọc lông cả ở bụng dưới, xung quanh hậu môn hoặc lan cả ra háng và đùi.

### Bìu dái
Treo phía dưới dương vật là bìu dái (Scrotum). Bìu dái giống như một cái túi da sẫm màu (do nhiều sắc tố da) có nhiều nếp nhăn đựng hai tinh hoàn (hòn dái) nơi tinh dịch được sinh ra khi ở tuổi dậy thì. Khi còn nhỏ, bìu nép sát vào cơ thể, đến tuổi dậy thì, bìu bắt đầu lỏng dần và trĩu xuống. Nó trĩu xuống như vậy là vì các tinh hoàn cần phải được bảo quản ở một nhiệt độ thấp hơn so với nhiệt độ của cơ thể để sản xuất tinh trùng (khoảng 33 °C). Sau khi được sản xuất, tinh trùng được dự trữ trong một phần của tinh hoàn gọi là mào tinh hoàn.

### Nếp hãm qui đầu dương vật hay dây thắng dương vật

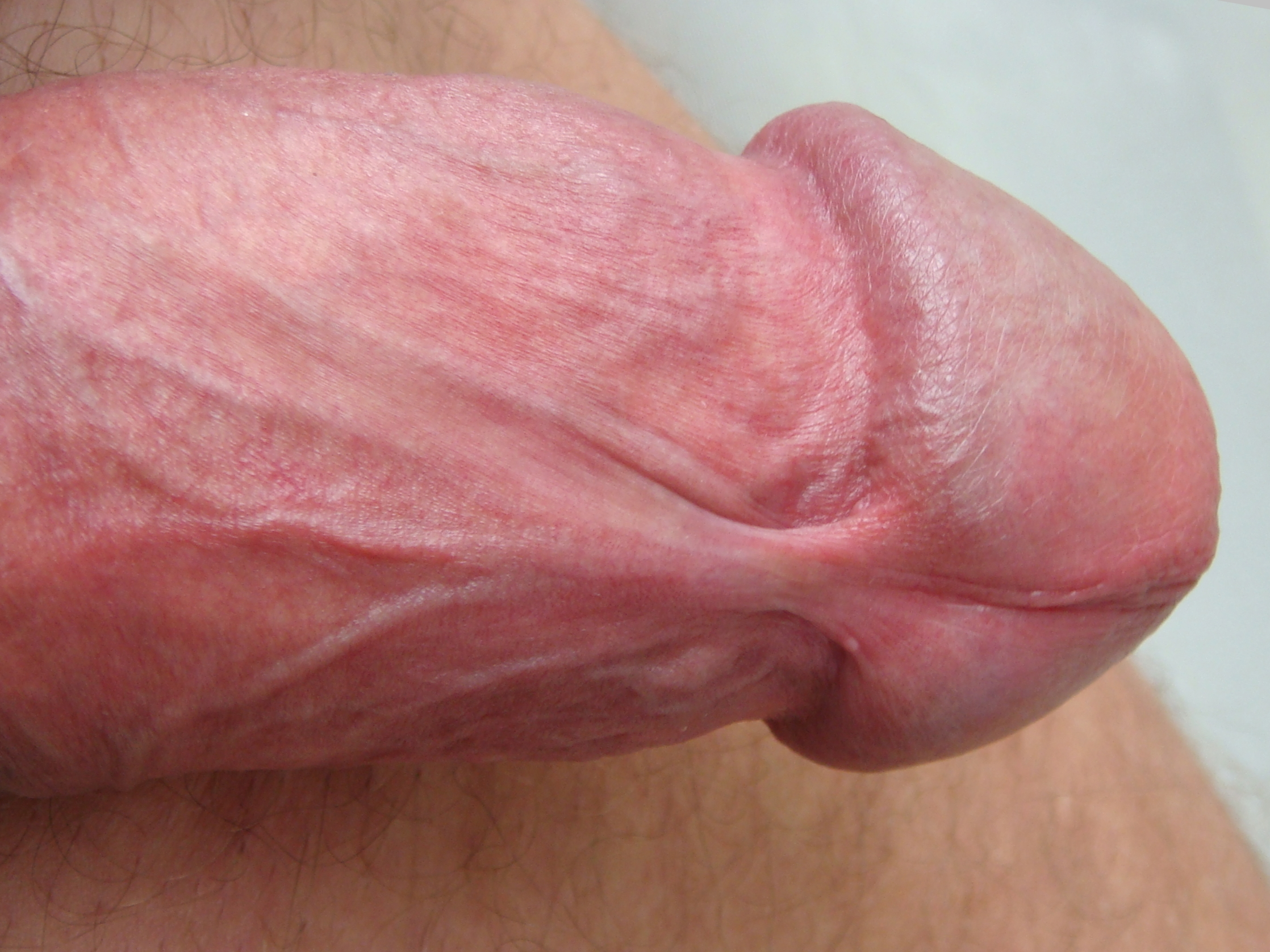
Nếp hãm

Nếp hãm qui đầu dương vật (frenulum preputii penis) là một nếp mô rất co giãn nằm ở mặt dưới của qui đầu. Nếp mô này nối lớp niêm mạc mặt dưới (vernal mucosa) của đầu dương vật với da qui đầu. Khi dương vật cương cứng thì mảnh da này căng ra. Chức năng của nếp hãm này là giúp giữ da qui đầu khỏi bị tuột quá xa vị trí của nó và do đó bảo đảm qui đầu được che chở, (da qui đầu có thể được kéo trở lại để che chở cho qui đầu).
Nếp hãm của dương vật đôi khi bị cắt bỏ một phần hay toàn phần trong quá trình cắt bỏ da qui đầu (cắt bì) (do phong tục tôn giáo hay lý do vệ sinh).
Nếp hãm rất nhạy cảm khi bị kích thích, do đó đóng phần quan trọng trong việc gây khoái cảm cho cơ quan sinh dục nam. Nếp hãm có thể bị rách khi quan hệ tình dục hay thủ dâm và có thể bị chảy máu khá nhiều.

### Dấu vết đường rãnh giữa thân dương vật
Ở mặt dưới của dương vật, có thể nhìn thấy dễ dàng vết thẹo của một đường rãnh, còn gọi là đường đan (perineal raphe), chạy dài từ hậu môn, qua bìu (raphe scroti) và mặt dưới thân dương vật (raphe penis), đó là kết quả của sự khâu và hàn lại của khe rãnh đáy chậu trong giai đoạn phát triển bào thai của dương vật và bìu.

## Cấu tạo bên trong

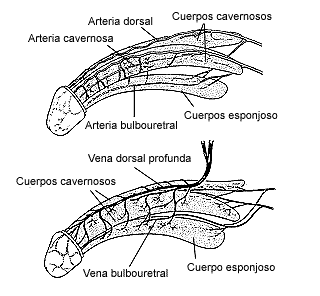

Dương vật gồm ba ống hình tròn nằm song song với nhau, cấu tạo bằng các mô cương, trong đó có hai ống thể hang (corpora cavernosa) và một ống thể xốp (Corpus spongiosum penis) được bao xung quanh bởi ba lớp: lớp cân sâu (cân Buck), lớp mô dưới da và lớp da.

### Thể hang (Corpus cavernosum penis)
Thể hang là ống có mô cương gồm nhiều khoảng trống như hang động, chạy dọc theo chiều dài và nằm phía trên của dương vật, bao quanh bởi những lớp cân trắng Buck cách nhau bằng một màng chắn (septum penis).
Mô cương là những chỗ phình ra của động mạch xoắn, bao bọc bằng các sợi cơ trơn co giãn được. Hệ thống mô cương và sợi cơ trơn này co giãn để có thể bơm, chứa máu.

### Thể xốp (Corpus spongiosum penis)
Thể xốp là một ống khác có chứa niệu đạo, là một đường ống để cho cả nước tiểu và tinh dịch thoát ra khỏi cơ thể, nhưng không bao giờ thoát ra cùng một lúc. Khi tinh dịch đang được phóng ra khỏi cơ thể thì lối thoát dành cho nước tiểu bị đóng lại, khi nước tiểu đi ra ngoài thì phần đóng sẽ quay lại phía đường ra của tinh dịch. Phần cuối ống nở ra tạo thành đầu dương vật hay quy đầu.

### Hệ thống mạch máu của dương vật

#### Động mạch
Động mạch của dương vật bắt nguồn từ động mạch bụng, có ba 
nhánh:
- Động mạch lưng nằm ở trên lưng dương vật.
- Động mạch cung cấp máu cho hai thể hang hay động mạch thể hang.
- Động mạch cung cấp máu cho thể xốp hay động mạch thể xốp: động mạch

thể hang là một hệ thống mạch máu chằng chịt, chia ra nhiều nhánh nhỏ, chạy dọc theo chiều dài dương vật, có hình xoắn nên gọi là động mạch xoắn. Chính động mạch này cung cấp máu cho các hang mạch máu.

#### Tĩnh mạch
Máu thoát ra từ các hang mạch máu vào các tĩnh mạch nhỏ rồi từ đó đổ vào tĩnh mạch lớn hơn (gọi là tĩnh mạch lưng) nằm sâu trong các thể hang. Từ đó máu chảy về qua tĩnh mạch lưng nằm gần ngoài da và đổ vào tĩnh mạch bụng.

### Hệ thống thần kinh của dương vật
Cơ chế cương được kiểm soát bằng một hệ thống thần kinh tự động. Những dây thần kinh đối giao cảm đi từ xương thiên 2-4 giữ nhiệm vụ chính. Trong khi đó những sợi thần kinh giao cảm đi từ đốt sống ngực số 1 đến đốt thắt lưng số 2 lại kiểm soát sự phóng tinh và làm xìu dương vật.
Những sợi thần kinh đối giao cảm nối với vùng thần kinh ở thể hang chạy phía dưới tuyến tiền liệt và nằm ở gốc dương vật. Các dây thần kinh này rất dễ bị tổn thương khi giải phẫu vùng chậu.
Hệ thống thần kinh cảm giác và vận động tạo thành một vòng cung đi qua vùng trung tâm gây cương ở tủy sống.
Phản xạ cương dương vật có thể trực tiếp từ những kích thích ở dương vật, vì vậy đối với những bệnh nhân khi bị tổn thương hoặc bị cắt phần trên của xương thiên thì sẽ có vấn đề.
Một đường dẫn truyền thần kinh khác từ vỏ não xuống dương vật cũng ảnh hưởng đến chức năng cương. Đó là đường dẫn của những yếu tố gây cương tâm lý, ví dụ như những kích thích nhận được từ mắt, tai, mũi (khi nhìn thấy hay tưởng tượng một hình ảnh kích dục, nghe một chuyện kích dục, hay một xúc cảm, một thay đổi về nội tiết) cũng là nguyên nhân gây cương, làm liệt hay rối loạn chức năng cương dương vật.

### Cơ chế cương dương vật

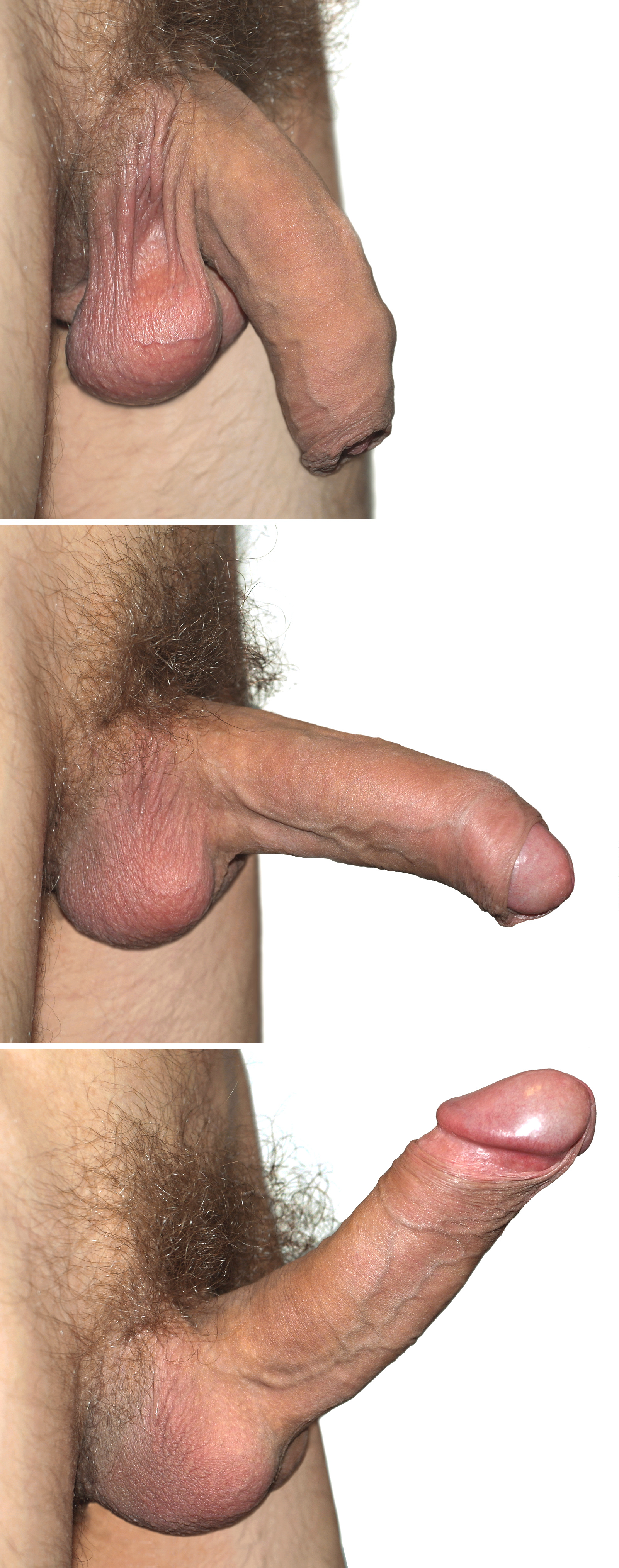
Dương vật trong quá trình cương cứng

Khi có sự kích thích hay ham muốn tình dục tác động trực tiếp hoặc gián tiếp trên dương vật, đặc biệt ở phần dưới bao quy đầu, thì kích thích này sẽ phát ra một tín hiệu từ não bộ được chuyển đến trung tâm gây cương ở tủy sống và làm cho nó hoạt động. Sau đó tín hiệu được gởi tiếp đến mô cương nằm trong hai thể hang qua sự dẫn truyền của các sợi thần kinh thể hang. Kết quả là:
- Làm giãn nở các động mạch thể hang, các động mạch nhỏ, kể cả động mạch xoắn, do đó máu sẽ được bơm dồn vào các hang mạch máu.
- Các cơ trơn quấn quanh động mạch hang cũng như quấn quanh các hang mạch máu dãn ra sẽ tạo thành một lực hút làm cho máu đến các hang mạch máu nhiều hơn. Sự dãn của các cơ trơn này là một yếu tố chính trong việc gây cương hay xìu dương vật.
- Sự giãn nở của các hang mạch máu làm cho một số lượng máu dồn lại càng ngày càng nhiều hơn do đó làm tăng áp lực trong các hang, các hang này sẽ phình ra và ép lên các tĩnh mạch vốn có thành mạch máu rất mỏng làm cho nó xẹp xuống, như thế máu sẽ ứ lại không thoát ra trở về được nên đã gây cương cứng. Đó là cơ chế gây cương do tĩnh mạch bị chèn ép.

### Cơ chế xìu dương vật
Lượng máu bị ứ lại trong các hang nếu thoát dần ra được sẽ làm dương vật bớt cứng và xìu xuống. Hiện tượng này là do hoạt động co thắt của hệ thần kinh giao cảm, hệ này được kích thích sau khi con người đạt được cực khoái và xuất tinh.
Tóm lại chìa khóa của việc cương dương vật là sự giãn nở của các cơ trơn quấn quanh các mạch máu và các hang mạch máu, được điều khiển bởi hệ thần kinh đối giao cảm. Trong khi đó dương vật ở trạng thái bình thường tức là không cương thì các cơ trơn này ở trạng thái thái co thắt dưới tác dụng của adrenergic.

### Cơ chế hoá học
Những chất trung gian dần dần truyền qua các sợi thần kinh đến nay vẫn chưa hiểu được cặn kẽ. Các nhà khoa học thì chỉ hiểu là chúng bao gồm acetylcholine và chất dẫn truyền thần kinh non-adrenergic-non-cholinergic (NANC) (như nitric oxide [NO]).
NO là sản phẩm cuối cùng của kích thích và ham muốn tình dục. Nó có tác dụng dãn cơ, tác dụng của nó trong tế bào là làm gia tăng lượng của GMP vòng, dưới tác động này các cơ trơn dãn ra và gây nên hiện tượng cương dương vật.
GMP vòng bị ức chế dưới tác dụng của phosphodiesterase thể 5.

## Chức năng
- Bài tiết
- Sinh sản
- Quan hệ tình dục hậu môn (không sinh đẻ được)
- Thủ dâm

## Bệnh
Một số bệnh ảnh hưởng đến dương vật là:
- Viêm dính da quy đầu-quy đầu
- Rối loạn cương dương
- Bệnh lây truyền qua đường tình dục
- Hội chứng Peyronie
- Viêm niệu đạo
- Chứng cương đau
- Hẹp bao quy đầu
- Tật lỗ tiểu thấp
- Dương vật cong